# Robert Ludlum
Robert Ludlum (født 25. maj 1927, død 12. marts 2001) var en amerikansk forfatter, der er kendt for at have skrevet romanserien Bourne.
Han har skrevet en lang række romaner, som til sammen er solgt i over 210 millioner eksemplarer verden over.
Flere af hans romaner er blevet filmatiseret, såsom The Bourne Identity, The Bourne Supremacy og The Bourne Ultimatum, med Matt Damon i hovedrollen.